# Arondismentul Ancenis
Arondismentul Ancenis (în franceză Arrondissement d'Ancenis) este un arondisment din departamentul Loire-Atlantique, regiunea Pays de la Loire, Franța.

## Subdiviziuni

### Cantoane
- Cantonul Ancenis
- Cantonul Ligné
- Cantonul Riaillé
- Cantonul Saint-Mars-la-Jaille
- Cantonul Varades

### Comune
| 1. Ancenis (44003)                   | 2. Anetz (44004)                     | 3. Belligné (44011)         | 4. Bonnoeuvre (44017)            |
| 5. Le Cellier (44028)                | 6. La Chapelle-Saint-Sauveur (44034) | 7. Couffé (44048)           | 8. Le Fresne-sur-Loire (44060)   |
| 9. Joué-sur-Erdre (44077)            | 10. Ligné (44082)                    | 11. Maumusson (44093)       | 12. Montrelais (44104)           |
| 13. Mouzeil (44107)                  | 14. Mésanger (44096)                 | 15. Oudon (44115)           | 16. Pannecé (44118)              |
| 17. Le Pin (44124)                   | 18. Pouillé-les-Côteaux (44134)      | 19. Riaillé (44144)         | 20. La Roche-Blanche (44222)     |
| 21. La Rouxière (44147)              | 22. Saint-Géréon (44160)             | 23. Saint-Herblon (44163)   | 24. Saint-Mars-la-Jaille (44180) |
| 25. Saint-Sulpice-des-Landes (44191) | 26. Teillé (44202)                   | 27. Trans-sur-Erdre (44207) | 28. Varades (44213)              |
| 29. Vritz (44219)                    |                                      |                             |                                  |